# Медведка (притока Тясмину)
Медве́дка[джерело не вказане 682 дні], Медве́дів, Медвідь, Медведь, Медведівка, Медведиця — річка в Черкаському районі Черкаській області України, права притока Тясмину.

## Опис
Довжина річки 14 км. Похил річки — 4,2 м/км. Площа басейну — 76,3 км².
Річка бере початок на західній околиці села Головківка. Протікає по території Чигиринського району спочатку на північ, потім плавно повертає на північний схід. На річці у верхній течії збудовано 5 ставків, які називають Мельниківськими, ще два ставки збудовано в селах Мельники та Медведівка. У долину річки в Мельниках виходить на поверхню джерело Дзюркало. Медведка впадає до Тясмину нижче Медведівки.
Над річкою розташовані села Головківка, Мельники та Медведівка.
Річку перетинає автошлях Т 2402.